# Lysande landning (roman)
Lysande landning är en kriminalroman av Stieg Trenter utgiven 1946. Romanen filmatiserades som TV-serien Lysande landning för SVT 1987, med Marie Richardson i en av rollerna.

## Handling
Harry Friberg får i uppdrag att fotografera Förenade Flygs nyförvärvade Percival Gull. Direktör David Dreyer uppvisningsflyger Gullen över Lilla Värtan medan Harry fotograferar från firmans motorbåt. Harry kan dock inte lova Dreyer något tidningsreportage om Förenade Flyg eftersom nyhetsvärdet inte är tillräckligt. Direktör Sternmark, som är angelägen om att göra intryck på Friberg, bjuder med honom på den festmåltid med säsongens läckerheter – anka och kräftor – som firmamedlemmarna med fruar har beställt i den närbelägna restaurangen för att fira firmans ettårsdag. Måltiden aväts under den kvällstimme som förflyter mellan Alex Lenkes ankomst med firmans Junker från Luleå och starten för nästa flygning med destination Storbritannien. Ingen är på något vidare festhumör, utom fru Sternmark som flörtar vilt med Alex Lenke. Direktör Sternmark får ett telefonsamtal om att hans sjuka mor har blivit hastigt sämre och ger sig upprörd iväg. När Lenke sedan har klätt om för flygning och skyndar ut till det väntande planet verkar även han upprörd, till och med skrämd – han knuffar undan sin hustru så att hon faller omkull. Plötsligt flammar det upp lågor mellan de två plåtskjul där bensindunkarna förvaras. Detta visar sig dock vara en bengalisk eld och all bensin har dagen innan flyttats över till en ny mack.
Sent på natten, då Harry Friberg befinner sig hemma hos Dreyer efter att först ha låtit sig övertalas att följa med på krogen kommer två telefonbud: först att Sternmark har kört av vägen i en enslig kurva och därefter att Junkern har störtat utanför Landfjärden på Södertörn. Sternmark kommer undan med en hjärnskakning och några bräckta revben, men det visar sig att kraschen berodde på att någon saboterat vänstra framdäcket. Junkern med dess döde pilot bärgas ett par veckor senare. Firmans kontorist, Anna Green, som farit på semestersegling den ödesdigra kvällen mördas på bryggan vid återkomsten. Tydligen visste hon något som till varje pris måste döljas.
Historien berättas i jagform av Harry Friberg. Den avslöjade mördaren faller till döds från ett hustak under sitt försök att fly.

## Persongalleri
- Harry Friberg, 29, press- och industrifotograf med egen firma, samt amatördeckare
- Vesper Johnson, kriminalintendent
- David Dreyer, direktör, delägare i Förenade Flyg, garvad flygare, gravt alkoholiserad
- Gösta Sternmark, direktör, delägare i Förenade Flyg, av förmögen familj
- Alex Lenke, filmstjärnevacker pilot för Förenade Flyg
- Madelaine Lenke, besviken hustru
- Lily Sternmark, 26, flörtig fru
- Brisman, chefsmekaniker
- Ohlson, flygmekaniker
- Pieter Ehr, tysk flykting med tvetydig status
- Egil Larsen, norsk quisling på flykt
- Anna Green, kontorist på Förenade Flyg
- Clason, konstapel, tystlåten polischaufför

## Miljöer
En stor del av handlingen utspelas vid Lindarängens flyghamn på Gärdet, Stockholms flygplats för sjöflygplan. Hangarbyggnaden av Sven Markelius med kringliggande verkstadsbyggnader och en närbelägen restaurang utgör en labyrintisk och suggestiv miljö för handlingen. Sjöflyget hade en sista, kort blomstringstid åren efter andra världskriget. Hur det går till vid start och landning med ett pontonflygplan spelar en viktig roll. Den bensinransonering som rådde i Sverige från 1940 och fram till 24 november 1946 har också betydelse som faktabakgrund.
I ett nattligt avsnitt undkommer en inbrottstjuv (som inte stulit något) den förföljande Harry Friberg genom att först hoppa ner från Madelaine Lenkes lågt belägna balkong och därefter vidare ner på den gamla judiska begravningsplatsen, Mosaiska begravningsplatsen Aronsberg.